# セットアップ (ファッション)
セットアップとは、衣類のコーディネートのいち手法を指すファッション用語。

## 概要

### スーツ
セットアップ・スーツとも称する。「組み立てスーツ」の意味。
一般的にレディ・メイドのスーツは上下セットでサイズが設定されることが多く、あるサイズのジャケットに対応するボトムス（パンツ、スラックスもしくはスカート）のサイズはひとつである。しかし、上半身と下半身の体格のバランスには当然個人差があり、「ジャケットのサイズはぴったりでもボトムスのサイズが合わない」などといったことが起こりうる。
このような場合、レディ・メイド・スーツであれば、部分的にサイズ直しなどを施して対応することになるが、セットアップ・スーツの場合には、ジャケットはジャケットで、ボトムスはボトムスでそれぞれに自分の体格に合ったサイズを選んで購入し、それを合わせることによってスーツとして着用するため、サイズ直しなどの手間をかけずに自分の体格にジャストフィットするスーツを購入しやすくなる。
また、必ずしもボトムスをセットで買わなくてもジャケットのみで着用できる商品をラインナップすることもある。この場合、販売業者はジャケットを単品で販売し、「対応するボトムスを購入すればスーツとしても着用可能」というコンセプトで販売する。

### その他
スーツ以外にも、単に「上下揃いの服」という意味で、カジュアルウェアにもセットアップ式のものがある。上下の素材や色は違っても、組み合わせることによって統一感ある着こなしができるものを指す。
上着、ボトムスのみならず、バッグや帽子、靴などのファッション小物類まですべてセットで販売することをセットアップと称する場合がある。